# Trost Peak
Der Trost Peak ist ein 980 m (nach australischen Angaben 935,9 m) hoher Berg im ostantarktischen Mac-Robertson-Land. In der South Masson Range der Framnes Mountains ragt er 2,5 km nordöstlich des Mount Burnett auf.
Norwegische Kartografen kartierten ihn anhand von Luftaufnahmen, die bei der Lars-Christensen-Expedition 1936/37 entstanden. Teilnehmer der zwischen 1957 und 1960 dauernden Kampagnen im Rahmen der Australian National Antarctic Research Expeditions nahmen eine neuerliche Kartierung vor und benannten ihn nach dem Strahlenphysiker Peter Albert Trost (* 1925), der 1958 auf der Mawson-Station tätig war.